# Municipio de Connoquenessing
El municipio de Connoquenessing (en inglés: Connoquenessing Township) es un municipio ubicado en el condado de Butler en el estado estadounidense de Pensilvania. En el año 2000 tenía una población de 3.653 habitantes y una densidad poblacional de 62.8 personas por km².

## Geografía
El municipio de Connoquenessing se encuentra ubicado en las coordenadas 40°52′36″N 80°02′29″O / 40.87667, -80.04139.

## Demografía
Según la Oficina del Censo en 2000 los ingresos medios por hogar en la localidad eran de $41,060 y los ingresos medios por familia eran $45,429. Los hombres tenían unos ingresos medios de $36,696 frente a los $27,460 para las mujeres. La renta per cápita para la localidad era de $19,502. Alrededor del 7,6% de la población estaban por debajo del umbral de pobreza.